# Giacomo Fauser
Pour les articles homonymes, voir Fauser.
Giacomo Fauser (11 janvier 1892 à Novare, Italie et mort le  7 décembre 1971 dans la même ville est un ingénieur et un chimiste italien.

## Biographie
Giacomo Fauser est notamment connu pour avoir créé un procédé industriel de synthèse de l'ammoniac,. Ce procédé fut commercialisé par la société Montecatini sous le nom de « procédé Fauser-Montecatini ».
Il a également mis au point des procédés industriels pour la synthèse de l'acide nitrique, du sulfate d'ammonium, du nitrate d'ammonium et de l'urée.
Il reçut un diplôme honorifique de chimie industrielle de l'université de Milan en 1957.
Un institut de Novara a été nommé en son honneur, le Istituto Tecnico Industriale Giacomo Fauser.